# الدورة 27 للجنة التراث العالمي
الدورة السابعة والعشرين للجنة التراث العالمي انعقدت في الفترة ما بين 29 يونيو وحتى 5 يوليو من العام 2003، وذلك في مدينة باريس بفرنسا.

## الأعضاء
- الأرجنتين
- بلجيكا
- الصين
- كولومبيا
- مصر
- فنلندا
- اليونان
- المجر
- الهند
- لبنان
- المكسيك
- نيجيريا
- عُمان
- البرتغال
- كوريا الجنوبية
- روسيا
- سانت لوسيا
- جنوب إفريقيا
- تايلاند
- المملكة المتحدة
- زيمبابوي